# Ilex culminicola
Ilex culminicola är en järneksväxtart som beskrevs av Julian Alfred Steyermark. Ilex culminicola ingår i släktet järnekar, och familjen järneksväxter. Inga underarter finns listade i Catalogue of Life.